# Palazzo San Pio X
Le Palazzo San Pio X (abrégé souvent en Palazzo Pio) est un bâtiment situé à Rome via della Conciliazione, dans le quartier Borgo. Il est situé juste en face du Palazzo dell'Azione Cattolica et de l'auditorium Conciliazione . C'est le siège de divers bureaux de la Curie romaine et des représentations diplomatiques du Canada et de Taïwan auprès du Saint-Siège. C'est l'une des propriétés extraterritoriales du Saint-Siège, elle porte le nom du pape Pie X.
Le palais est situé à l'extrémité orientale de la Via della Conciliazione. Il occupe tout un pâté de maisons et est délimité à l'ouest par la via della Traspontina, au nord par le Borgo Sant'Angelo et le Passetto di Borgo et à l'est par la Piazza Pia. Les parcs et les murs du Castel Sant'Angelo sont de l'autre côté de la route, à l'ouest.
Il a été construit entre 1948 et 1950 sur un projet des architectes Marcello Piacentini et Giorgio Calza Bini.

## Usage
Le Palazzo San Pio X abrite les bureaux suivants :
- Ambassade du Canada auprès du Saint-Siège ;
- Ambassade de la république de Chine près le Saint-Siège ;
- Dicastère pour la communication[5] ;
- L'Osservatore Romano[5] ;
- Radio Vatican[5] ;
- Médias du Vatican[5] ;
- Nouvelles du Vatican[5] .

Jusqu'à sa suppression, le Conseil Pontifical "Cor Unum" y avait également son siège.

## Galerie d'images

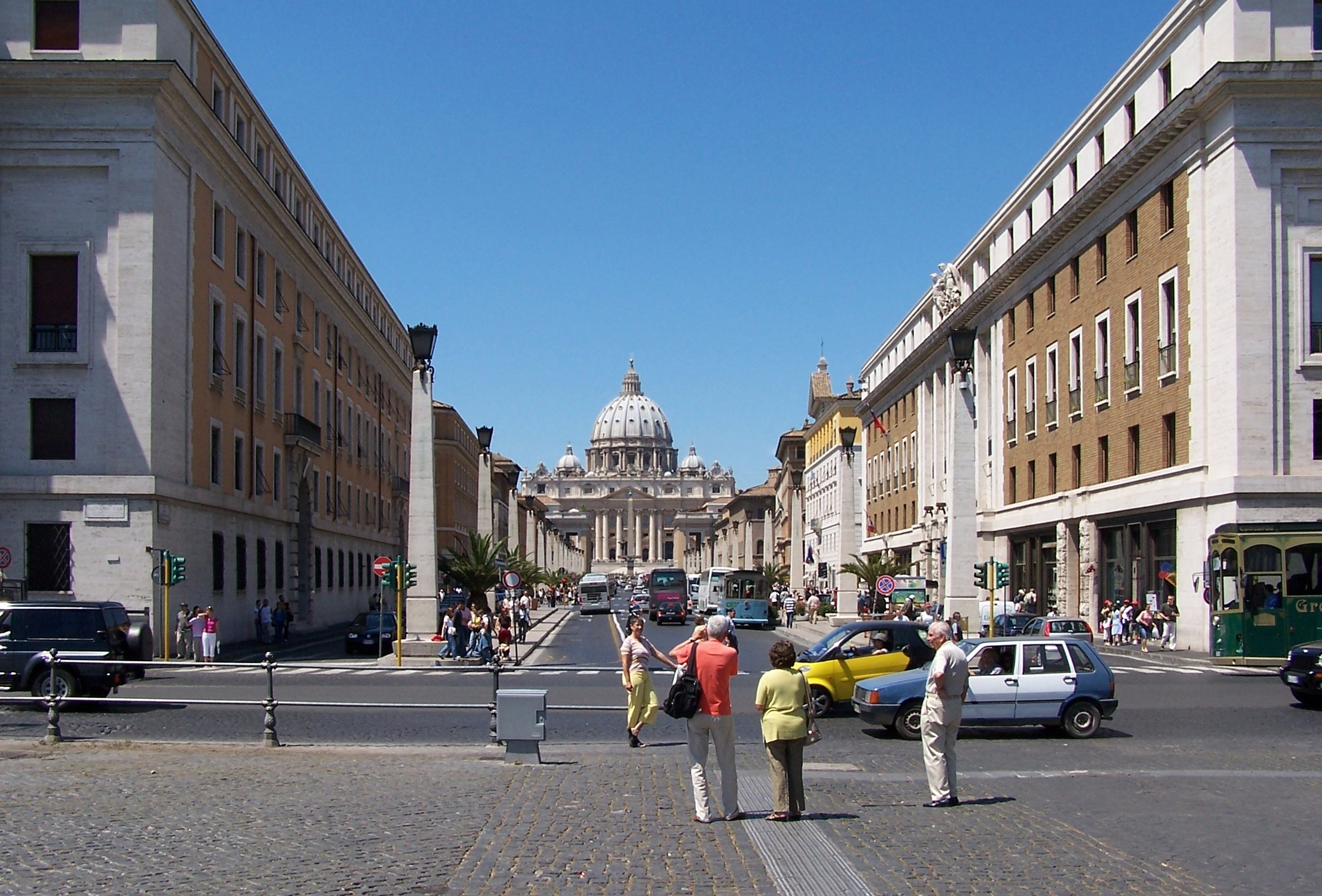
Vue sur la Via della Conciliazione depuis l'est. A droite la façade du Palazzo Pio.
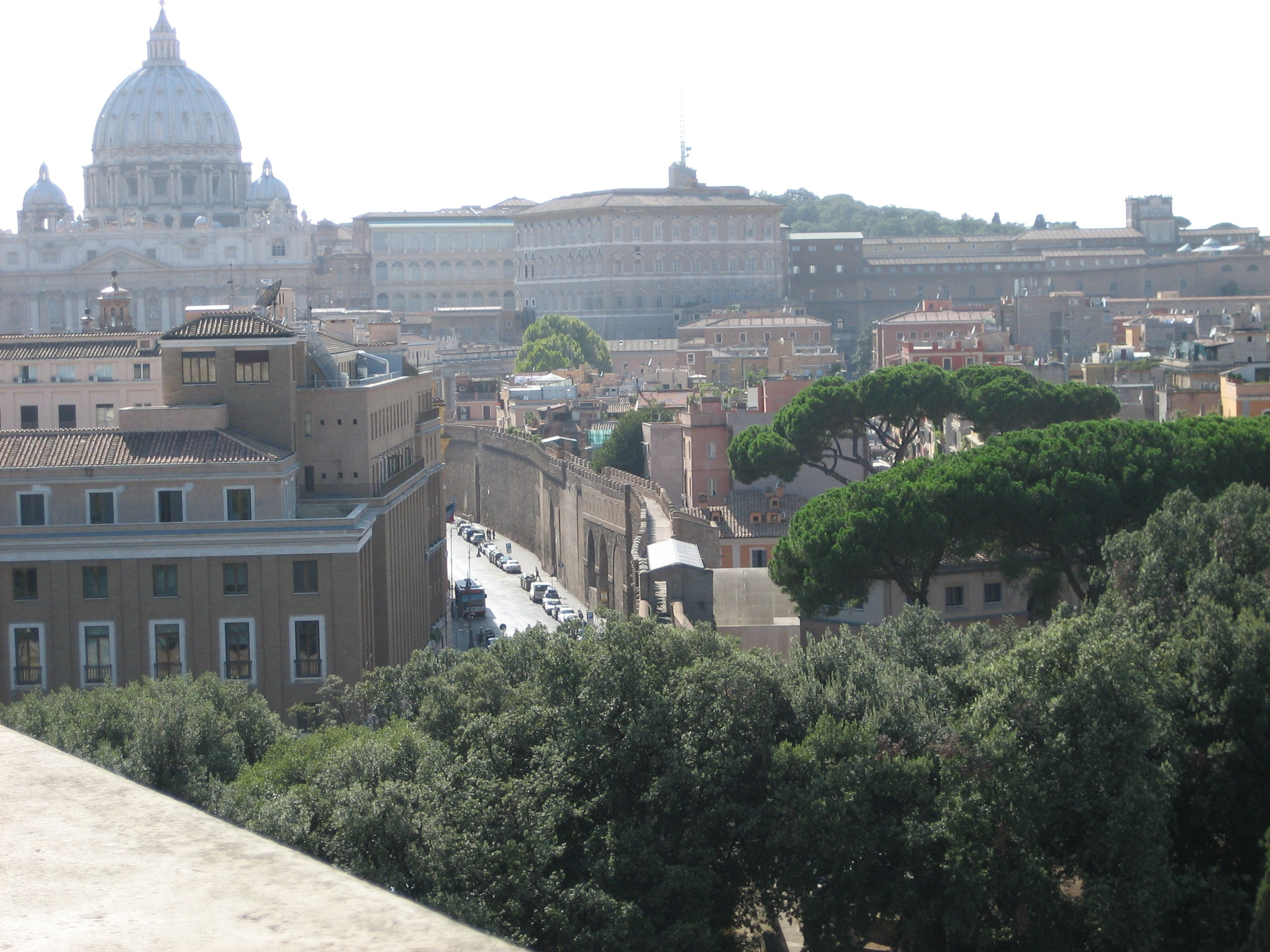
Vue du Castel Sant'Angelo à l'arrière du Palazzo Pio et du Passetto di Borgo.
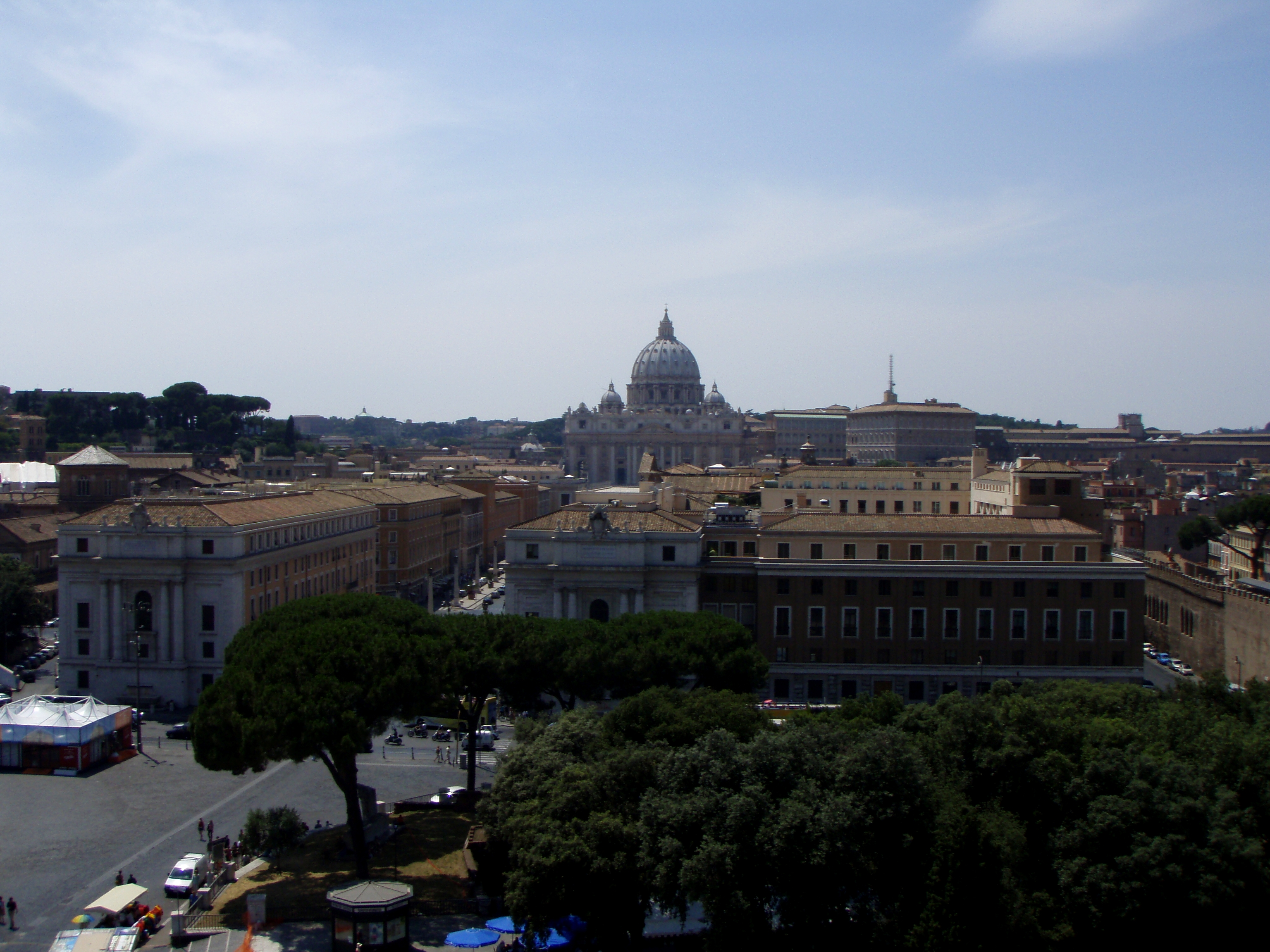
Vue du Castel Sant'Angelo sur le Palazzo Pio.